# Ripipteryx limbata
Ripipteryx limbata är en insektsart som beskrevs av Hermann Burmeister 1838. Ripipteryx limbata ingår i släktet Ripipteryx och familjen Ripipterygidae. Inga underarter finns listade i Catalogue of Life.